# Kerk van de Vrije Hervormde Gemeente
De Kerk van de Vrije Hervormde Gemeente (VHG) is een kerkgebouw in de plaats Scherpenisse in de Nederlandse provincie Zeeland. De kerk is gelegen aan Laban Deurloostraat 1.

## Geschiedenis
In 1996 stapte een groep orthodox gezinde protestanten behorend tot de ultra-bevindelijk-gereformeerde stroming rond het kerkblad Het Gekrookte Riet, onder leiding van dominee Van der Sleen, uit de Nederlandse Hervormde Kerk, uit onvrede met het volgens hen ongereformeerde karakter van de kerk. Dit bleek volgens hen niet alleen uit de fusiebesprekingen met lutheranen en gereformeerden in het kader van het Samen op Weg-proces, maar ook uit het toelaten van vrouwen tot de kerkelijke ambten en de houding ten opzichte van homoseksualiteit. Men kerkte aanvankelijk in een buurthuis. In 2001 werd een gebouw van de inmiddels gesloten Rabobank aangekocht en dit werd, mede door vrijwilligers, verbouwd tot een sober kerkgebouw. In 2003 werd het in gebruik genomen. Besprekingen in 2010 met de inmiddels opgerichte Hersteld Hervormde Kerk liepen op niets uit. 
De hervormde gemeente te Scherpenisse (waar de VHG uit ontstond) bleef overigens na 2004 binnen het verband van de Protestantse Kerk in Nederland (PKN), maar die gemeente situeert zich wel binnen de bevindelijke stroming die binnen de PKN gebleven is.
In 2011 verliet ds. Van der Sleen de door hem gestichte Vrije Hervormde Gemeente.
De heer Lissenburg, die deel uitmaakte van de kerkenraad, ging vervolgens als vaste voorganger voor in de eredienst. In 2020 zou hij afgezet zijn door de kerkenraad en is sinds 5 april niet meer voorgegaan. De preekbeurten werden vervangen door leesdiensten. De heer Van Keulen, die af en toe al eens een predikbeurt vervulde in Scherpenisse en in een aantal vrije gemeenten voorgaat, blijft dit doen. Daarnaast staan er vanaf Pinksteren enkele voorgangers uit de Hersteld Hervormde Kerk op het rooster.

## Gebouw
Het bakstenen kerkgebouw oogt uitermate sober.